# Ferenc Erkel
Ferenc Erkel, også Franz Erkel (født 7. november 1810 i Gyula i Békés, død 15. juni 1893 i Budapest), var en ungarsk komponist, dirigent og pianist.; grundlægger af den ungarske nationalopera. Han var desuden en af Ungarns bedste skakspillere.
Erkel var kapelmester ved nationalteatret i Pest og har i sit hjemland skaffet sig et stort ry som komponist af en række nationalt farvede operaer, blandt hvilke navnlig Hunýadý Laszlò og Bank Bàn er blevet modtaget med begejstring, og talrige sange, der har vundet stor udbredelse. Uden for Ungarn vides hans værker ikke at
være spillede. (o. 1915)
Erkel komponerede også melodien til den ungarske nationalsang Himnusz ("Hymne") som begynder med ordene Isten, áldd meg a magyart [  udtale ? ] (da. Gud velsigne ungarerne; en. God, bless the Hungarians).